# انتقال الإجهاد الجنيني من الأم
يعتبر انتقال الإجهاد الجنيني من الأم ظاهرة فسيولوجية ينتقل فيها الإجهاد النفسي الاجتماعي الذي تعاني منه الأم أثناء حملها إلى الجنين. يصف الإجهاد النفسي الاجتماعي استجابة الدماغ الفسيولوجية للتهديد الاجتماعي المتصور. نتيجة وجود الارتباط في إمدادات الدم بين الأم والجنين، قد يترك الإجهاد آثارًا دائمة على الجنين النامي، حتى قبل ولادة الطفل. وفقًا للدراسات الحديثة، فإن هذه التأثيرات ناتجة بشكل أساسي عن مؤشرين حيويين خاصين للإجهاد ينتشران في الإمداد الدموي للأم: الكورتيزول والكاتيكولامينات.

## آلية العمل
الكورتيزول هو نوع من الهرمونات التي تسمى الستيروئيدات القشرية السكرية، والذي يستخدم الغلوكوز في الجسم ويزداد إفرازه في حالات الاستجابة للقتال أو الهرب. يُنتج الكورتيزول في الغدة الكظرية، التي يتوسط نشاطها الوطاء والغدة النخامية في الدماغ. تُعرف الإشارات الجماعية للوطاء والغدة النخامية والغدة الكظرية باسم محور الوطاء - الغدة النخامية – الغدة الكظرية (HPA). خلال فترة الإجهاد النفسي والاجتماعي، يزداد إفراز الكورتيزول، مما يؤدي إلى مظاهر فسيولوجية للتوتر مثل زيادة ضغط دم الأم (MBP) ومعدل ضربات قلب الأم (MHR).
في حالة المرأة الحامل، فإن إطلاق الكورتيزول من الغدد الكظرية له تأثير أيضًا على الجنين في الرحم. الكورتيزول هو ستيروئيد، ومثل جميع الستيروئيدات، توجد مستقبلات الكورتيزول داخل الخلايا. بمعنى آخر، لا يحتاج الكورتيزول إلى مستقبلات خارج الخلية للدخول إلى نواة الخلايا والتأثير على التعبير الجيني لها. بسبب هذه الميزة لهرمونات الستيروئيدات، ينتشر الكورتيزول مباشرة عبر المشيمة (الحاجز الذي يفصل الجنين عن الأم). لحسن الحظ، لدى الجنين آلية وقائية ضد مستويات الكورتيزول العالية من دم الأم المجهدة. يوجد إنزيم في المشيمة يسمى 11 بيتا هيدروكسيستيرويد ديهيدروجينيز نمط 2 قادر على تعطيل الغالبية العظمى من الكورتيزول الذي يمر عبر حاجز المشيمة إلى الجنين.
في حالات المستويات العالية جدًا من الكورتيزول الأمومي، يقل التعبير عن إنزيم المشيمة، ويضعف نشاطه أيضًا هذا إلى حد كبير، مما يقلل من ارتفاع مستويات الكورتيزول لدى الأم. يوجد آثار ضارة لفقدان النشاط الأنزيمي المشيمي. أحد هذه التأثيرات هو التغيير في نقطة التحديد لمحور الوطاء - الغدة النخامية – الغدة الكظرية. يشير عدد لا يحصى من الدراسات في النماذج الحيوانية إلى أنه إذا كانت مستويات الكورتيزول الجنينية مرتفعة، فسيكون محور الوطاء - الغدة النخامية – الغدة الكظرية أكثر نشاطًا بعد الولادة.
تؤدي المستويات العالية من الكورتيزول الجنيني إلى زيادة التعبير عن الهرمون CRH في النواة المجاورة للبطين في منطقة الوطاء (PVN) والنواة المركزية في اللوزة. بمعنى آخر، يؤدي الكورتيزول المفرط الذي يعبر حاجز المشيمة في زيادة تعبير منطقة ما تحت المهاد واللوزة عن الهرمون CRH، والذي بدوره يحفز نشاط محور HPA في وقت مبكر من حياة ما بعد الولادة. مع هذا المحور عالي النشاط، يزداد التعبير عن مستقبلات الستيروئيدات القشرية في الدماغ، بالتالي سيؤدي إطلاق الحد الأدنى من مستويات الكورتيزول إلى استجابة كبيرة عند تطوير نقاط الاشتباك العصبي. من المتوقع أن يطور محور HPA دائرته العصبية بشكل أسرع نتيجة لذلك.